# Аракс (бывший Эчмиадзинский район)
Аракс (арм. Արաքս) — село в Армавирской области Армении. До 1995 года входило в состав Эчмиадзинского района.

## География
Село расположено в юго-восточной части марза, на правом берегу реки Севджур, при автодороге , на расстоянии 39 километров к юго-востоку от города Армавир, административного центра области. Абсолютная высота — 825 метров над уровнем моря.
Климат
Климат характеризуется как семиаридный (BSk в классификации климатов Кёппена). Среднегодовая температура воздуха составляет 12,5 °C. Средняя температура самого холодного месяца (января) составляет −2,7 °С, самого жаркого месяца (июля) — 26 °С. Расчётная многолетняя норма атмосферных осадков — 282 мм. Наибольшее количество осадков выпадает в мае (48 мм).

## Население
По данным «Сборника сведений о Кавказе» за 1880 год в селе Кархун Эчмиадзинского уезда по сведениям 1873 года было 132 двора и проживало 967 азербайджанцев (указаны как «татары»), которые были шиитами. Также в селе имелись надгробные памятники в виде барана.
По данным Кавказского календаря на 1912 год, в селе Кархун Эчмиадзинского уезда проживало 1195 человек, в основном азербайджанцев, указанных как «татары».
| Год переписи | Население          | Население          | Население          | Население            | Население            | Население            |
| Год переписи | Наличное население | Наличное население | Наличное население | Постоянное население | Постоянное население | Постоянное население |
| Год переписи | Всего              | Мужчины            | Женщины            | Всего                | Мужчины              | Женщины              |
| ------------ | ------------------ | ------------------ | ------------------ | -------------------- | -------------------- | -------------------- |
| 2001         | 1452               | 692                | 760                | 1582                 | 774                  | 808                  |
| 2011         | 1360               | 686                | 674                | 1364                 | 690                  | 674                  |